# Gijón Open
Gijón Open – męski turniej tenisowy kategorii ATP Tour 250 zaliczany do cyklu ATP Tour, rozgrywany na kortach twardych w hali w hiszpańskim Gijón w 2022 roku.

## Mecze finałowe

### Gra pojedyncza mężczyzn
| Rok  | Zwycięzca      | Finalista       | Wynik    |
| 2022 | Andriej Rublow | Sebastian Korda | 6:2, 6:3 |

### Gra podwójna mężczyzn
| Rok  | Zwycięzcy                      | Finaliści                         | Wynik                |
| 2022 | Máximo González Andrés Molteni | Nathaniel Lammons Jackson Withrow | 6:7(6), 7:6(4), 10–5 |